# Lijst van voetbalinterlands Polen - Wales
Deze lijst van voetbalinterlands is een overzicht van alle officiële voetbalwedstrijden tussen de nationale teams van Polen en Wales. De landen speelden tot op heden elf keer tegen elkaar. De eerste ontmoeting, een kwalificatiewedstrijd voor het Wereldkampioenschap voetbal 1974, werd gespeeld in Cardiff op 28 maart 1973. Het laatste duel, een kwalificatiewedstrijd voor het Europees kampioenschap voetbal 2024, vond plaats op 26 maart 2024 in Cardiff.

## Wedstrijden
| №  | Plaats                     | Datum             | Competitie                  | Wedstrijd     | Uitslag |
| -- | -------------------------- | ----------------- | --------------------------- | ------------- | ------- |
| 1  | Cardiff                    | 28 maart 1973     | WK 1974 kwalificatie        | Wales – Polen | 2 – 0   |
| 2  | Katowice                   | 26 september 1973 | WK 1974 kwalificatie        | Polen – Wales | 3 – 0   |
| 3  | Radom                      | 29 mei 1991       | Vriendschappelijk           | Polen – Wales | 0 – 0   |
| 4  | Warschau                   | 11 oktober 2000   | WK 2002 kwalificatie        | Polen – Wales | 0 – 0   |
| 5  | Cardiff                    | 2 juni 2001       | WK 2002 kwalificatie        | Wales – Polen | 1 – 2   |
| 6  | Cardiff                    | 13 oktober 2004   | WK 2006 kwalificatie        | Wales – Polen | 2 – 3   |
| 7  | Warschau                   | 7 september 2005  | WK 2006 kwalificatie        | Polen – Wales | 1 – 0   |
| 8  | Vila Real de Santo António | 11 februari 2009  | Vriendschappelijk           | Wales – Polen | 0 – 1   |
| 9  | Wrocław                    | 1 juni 2022       | UEFA Nations League 2022/23 | Polen − Wales | 2 − 1   |
| 10 | Cardiff                    | 25 september 2022 | UEFA Nations League 2022/23 | Wales − Polen | 0 − 1   |
| 11 | Cardiff                    | 26 maart 2024     | EK 2024 kwalificatie        | Wales – Polen | 0 – 0   |

## Samenvatting
| Competitie          | Totaal gespeeld | Winst Polen | Gelijk | Winst Wales | Doelsaldo Polen – Wales |
| ------------------- | --------------- | ----------- | ------ | ----------- | ----------------------- |
| WK-kwalificatie     | 6               | 4           | 1      | 1           | 9 − 5                   |
| EK-kwalificatie     | 1               | 0           | 1      | 0           | 0 − 0                   |
| UEFA Nations League | 2               | 2           | 0      | 0           | 3 − 1                   |
| Vriendschappelijk   | 2               | 1           | 1      | 0           | 1 − 0                   |
| Totaal              | 11              | 7           | 3      | 1           | 13 − 6                  |

## Details

### Eerste ontmoeting
| WK 1974 kwalificatie (Cardiff, Wales, 28 maart 1973): |       |       |
| Wales                                                 | 2 – 0 | Polen |
| Leighton James 46' Trevor Hockey 85'                  | goals |       |

### Tweede ontmoeting
| WK 1974 kwalificatie (Katowice, Polen, 26 september 1973): |       |       |
| Polen                                                      | 3 – 0 | Wales |
| Robert Gadocha 29' Grzegorz Lato 34' Jan Domarski 53'      | goals |       |

### Derde ontmoeting
| Vriendschappelijk (Radom, Polen, 29 mei 1991): |       |       |
| Polen                                          | 0 – 0 | Wales |
|                                                | goals |       |

### Vierde ontmoeting
| WK 2002 kwalificatie (Warschau, Polen, 11 oktober 2000): |       |       |
| Polen                                                    | 0 – 0 | Wales |
|                                                          | goals |       |

### Vijfde ontmoeting
| WK 2002 kwalificatie (Cardiff, Wales, 2 juni 2001): |       |                                               |
| Wales                                               | 1 – 2 | Polen                                         |
| Nathan Blake 13'                                    | goals | 32' Emmanuel Olisadebe 72' Paweł Kryszałowicz |

### Zesde ontmoeting
| WK 2006 kwalificatie (Cardiff, Wales, 13 oktober 2004): |       |                                                               |
| Wales                                                   | 2 – 3 | Polen                                                         |
| Robert Earnshaw 55' John Hartson 90'                    | goals | 72' Tomasz Frankowski 81' Maciej Żurawski 85' Jacek Krzynówek |

### Zevende ontmoeting
| WK 2006 kwalificatie (Warschau, Polen, 7 september 2005): |       |       |
| Polen                                                     | 1 – 0 | Wales |
| Maciej Żurawski 54' (pen.)                                | goals |       |

### Achtste ontmoeting
| Vriendschappelijk (Vila Real de Santo António, Portugal, 11 februari 2009): |       |                     |
| Wales                                                                       | 0 – 1 | Polen               |
|                                                                             | goals | 80' Roger Guerreiro |

Poolse voetbalbond · A-internationals · Selecties · Statistieken · Pools vrouwenelftal · Olympisch elftal · Polen U21 · Polen U20 · Polen U19 · Polen U18 · Polen U17 · Polen U16
1921 – 1929 ·
1930 – 1939 ·
1940 – 1949 ·
1950 – 1959 ·
1960 – 1969 ·
1970 – 1979 ·
1980 – 1989 ·
1990 – 1999 ·
2000 – 2009 ·
2010 – 2019 ·
2020 – 2029
EK 2008 · 
EK 2012 · 
EK 2016 · 
EK 2020
WK 1938 ·
WK 1974 ·
WK 1978 ·
WK 1982 ·
WK 1986 ·
WK 2002 ·
WK 2006 ·
WK 2018
OS 1924 ·
OS 1936 ·
OS 1972 ·
OS 1976 ·
OS 1992
1921 · 
1922 · 
1923 · 
1924 · 
1925 · 
1926 · 
1927 · 
1928 · 
1929 · 
1930 · 
1931 · 
1932 · 
1933 · 
1934 · 
1935 · 
1936 · 
1937 · 
1938 · 
1939 · 
1940–1946 · 
1947 · 
1948 · 
1949 · 
1950 · 
1951 · 
1952 · 
1953 · 
1954 · 
1955 · 
1956 · 
1957 · 
1958 · 
1959 · 
1960 · 
1961 · 
1962 · 
1963 · 
1964 · 
1965 · 
1966 · 
1967 · 
1968 · 
1969 · 
1970 · 
1971 · 
1972 · 
1973 · 
1974 · 
1975 · 
1976 · 
1977 · 
1978 · 
1979 · 
1980 · 
1981 · 
1982 · 
1983 · 
1984 · 
1985 · 
1986 · 
1987 · 
1988 · 
1989 · 
1990 · 
1991 · 
1992 · 
1993 · 
1994 · 
1995 · 
1996 · 
1997 · 
1998 · 
1999 · 
2000 · 
2001 · 
2002 · 
2003 · 
2004 · 
2005 · 
2006 · 
2007 · 
2008 · 
2009 · 
2010 · 
2011 · 
2012 · 
2013 · 
2014 ·
2015 ·
2016 ·
2017 ·
2018 ·
2019 ·
2020 ·
2021
Albanië ·
Algerije ·
Andorra ·
Argentinië ·
Armenië ·
Australië ·
Azerbeidzjan ·
België ·
Bolivia ·
Bosnië en Herzegovina ·
Brazilië ·
Bulgarije ·
Canada ·
Chili ·
China ·
Colombia ·
Costa Rica ·
Cyprus ·
DDR ·
Denemarken ·
Duitsland ·
Ecuador ·
Egypte ·
Engeland ·
Estland ·
Faeröer · 
Finland ·
Frankrijk ·
Georgië ·
Gibraltar ·
Griekenland ·
Guatemala ·
Haïti ·
Hongarije ·
Ierland ·
India ·
Irak ·
Iran ·
Israël ·
Italië ·
Ivoorkust ·
IJsland ·
Japan ·
Joegoslavië ·
Kameroen ·
Kazachstan ·
Koeweit ·
Kroatië ·
Letland ·
Libië ·
Liechtenstein ·
Litouwen ·
Luxemburg ·
Marokko ·
Malta ·
Mexico ·
Moldavië ·
Montenegro ·
Nederland ·
Nieuw-Zeeland ·
Nigeria ·
Noord-Ierland ·
Noord-Korea ·
Noord-Macedonië ·
Noorwegen ·
Oekraïne ·
Oostenrijk ·
Peru ·
Portugal ·
Roemenië ·
Rusland ·
San Marino ·
Saoedi-Arabië · 
Schotland ·
Senegal ·
Servië ·
Servië en Montenegro · 
Singapore ·
Slovenië ·
Slowakije ·
Sovjet-Unie ·
Spanje ·
Thailand · 
Tsjechië ·
Tsjecho-Slowakije ·
Tunesië ·
Turkije ·
Uruguay ·
Verenigde Arabische Emiraten ·
Verenigde Staten ·
Wales ·
Wit-Rusland ·
Zuid-Afrika ·
Zuid-Korea ·
Zweden ·
Zwitserland
België (1982) ·
Colombia (2018) ·
Costa Rica (2006) ·
Duitsland (2006) ·
Duitsland (2008) ·
Duitsland (2016) ·
Ecuador (2006) ·
Frankrijk (1982) ·
Frankrijk (2022) ·
Griekenland (2012) ·
Italië (1982, 1) ·
Italië (1982, 2) ·
Japan (2018) ·
Kameroen (1982) ·
Kroatië (2008) ·
Noord-Ierland (2016) ·
Oostenrijk (2008) ·
Peru (1982) ·
Rusland (2012) ·
Senegal (2018) ·
Slowakije (2021) ·
Sovjet-Unie (1982) ·
Spanje (2021) ·
Tsjechië (2012) ·
Zweden (2021)
FAW · A-internationals · Bondscoaches · Statistieken · Welsh vrouwenelftal · Brits olympisch elftal · Wales U21 · Wales U20 · Wales U19 · Wales U18 · Wales U17 · Wales U16
1876 – 1899 ·
1900 – 1919 ·
1920 – 1929 ·
1930 – 1939 ·
1940 – 1949 ·
1950 – 1959 ·
1960 – 1969 ·
1970 – 1979 ·
1980 – 1989 ·
1990 – 1999 ·
2000 – 2009 ·
2010 – 2019 ·
2020 − 2029
EK 2016 · 
EK 2020
WK 1958
1876 · 
1877 · 
1878 · 
1879 · 
1880 · 
1881 · 
1882 · 
1883 · 
1884 · 
1885 · 
1886 · 
1887 · 
1888 · 
1889 · 
1890 · 
1891 · 
1892 · 
1893 · 
1894 · 
1895 · 
1896 · 
1897 · 
1898 · 
1899 · 
1900 · 
1901 · 
1902 · 
1903 · 
1904 · 
1905 · 
1906 · 
1907 · 
1908 · 
1909 · 
1910 · 
1911 · 
1912 · 
1913 · 
1914 · 
1915 · 1916 · 1917 · 1918 · 1919 · 
1920 · 
1921 · 
1922 · 
1923 · 
1924 · 
1925 · 
1926 · 
1927 · 
1928 · 
1929 · 
1930 · 
1931 · 
1932 · 
1933 · 
1934 · 
1935 · 
1936 · 
1937 · 
1938 · 
1939 · 
1940 · 1941 · 1942 · 1943 · 1944 · 1945 · 
1946 · 
1947 · 
1948 · 
1949 · 
1950 · 
1952 · 
1952 · 
1953 · 
1954 · 
1955 · 
1956 · 
1957 · 
1958 · 
1959 · 
1960 · 
1961 · 
1962 · 
1963 · 
1964 · 
1965 · 
1966 · 
1967 · 
1968 · 
1969 · 
1970 · 
1971 · 
1972 · 
1973 · 
1974 · 
1975 · 
1976 · 
1977 · 
1978 · 
1979 · 
1980 · 
1981 · 
1982 · 
1983 · 
1984 · 
1985 · 
1986 · 
1987 · 
1988 · 
1989 · 
1990 · 
1991 · 
1992 · 
1993 · 
1994 · 
1995 · 
1996 · 
1997 · 
1998 · 
1999 · 
2000 · 
2001 · 
2002 · 
2003 · 
2004 · 
2005 · 
2006 · 
2007 · 
2008 · 
2009 · 
2010 · 
2011 · 
2012 · 
2013 · 
2014 · 
2015 · 
2016 · 
2017 ·
2018 ·
2019 ·
2020 ·
2021 ·
2022 ·
2023
Albanië ·
Andorra ·
Argentinië ·
Armenië ·
Australië ·
Azerbeidzjan ·
België ·
Bosnië en Herzegovina ·
Brazilië ·
Bulgarije ·
Canada ·
Chili ·
China ·
Costa Rica ·
Cyprus ·
DDR ·
Denemarken ·
Duitsland ·
Engeland ·
Estland ·
Faeröer ·
Finland ·
Frankrijk ·
Georgië ·
Gibraltar ·
Griekenland ·
Hongarije ·
Ierland ·
IJsland ·
Iran ·
Israël ·
Italië ·
Jamaica ·
Japan ·
Joegoslavië ·
Kazachstan ·
Koeweit ·
Kroatië ·
Letland ·
Liechtenstein ·
Luxemburg ·
Malta ·
Mexico ·
Moldavië ·
Montenegro ·
Nederland ·
Nieuw-Zeeland ·
Noord-Ierland ·
Noord-Macedonië ·
Noorwegen ·
Oekraïne ·
Oostenrijk ·
Panama ·
Paraguay ·
Polen ·
Portugal · 
Qatar ·
Roemenië ·
Rusland ·
San Marino ·
Saoedi-Arabië ·
Schotland ·
Servië ·
Servië en Montenegro ·
Slovenië ·
Slowakije ·
Sovjet-Unie ·
Spanje ·
Trinidad & Tobago ·
Tsjechië ·
Tsjecho-Slowakije ·
Tunesië ·
Turkije ·
Uruguay ·
Verenigde Staten ·
Wit-Rusland ·
Zuid-Korea ·
Zweden ·
Zwitserland
Engeland (2016) · 
Denemarken (2021) · 
Italië (2021) · 
Rusland (2016) ·
Slowakije (2016) · 
Turkije (2021) · 
Zwitserland (2021)